# Rahvard
Rahvard (persiska: رهورد) är en ort i Iran.   Den ligger i provinsen Khorasan, i den nordöstra delen av landet, 600 km öster om huvudstaden Teheran. Rahvard ligger 1 531 meter över havet och antalet invånare är 503.
Terrängen runt Rahvard är varierad. Rahvard ligger nere i en dal.Runt Rahvard är det ganska glesbefolkat, med 38 invånare per kvadratkilometer. Närmaste större samhälle är Khomār Tāj, 12,8 km söder om Rahvard. Trakten runt Rahvard består i huvudsak av gräsmarker.